# Dalmellington
Dalmellington (gael. Dail M'Fhaolain) – miasto położone w Szkocji. Położone na pograniczu Wyżyny Południowoszkockiej i Niziny Środkowoszkockiej.

## Historia
Pochodzenie miasta nie jest znane. Prawdopodobnie teren został zamieszkany 6000 lat temu gdy człowiek ruszył w głąb lądu z biegiem rzeki. Ostatnio odkryto ślady działalności człowieka w okolicach Loch Doon. W XVIII wieku Dalmellington było małą wioską liczącą około 500 mieszkańców. Miasto rozrosło się podczas rewolucji przemysłowej. W XX wieku górnictwo było dominującym przemysłem w tym mieście.